# Mita de Potosí

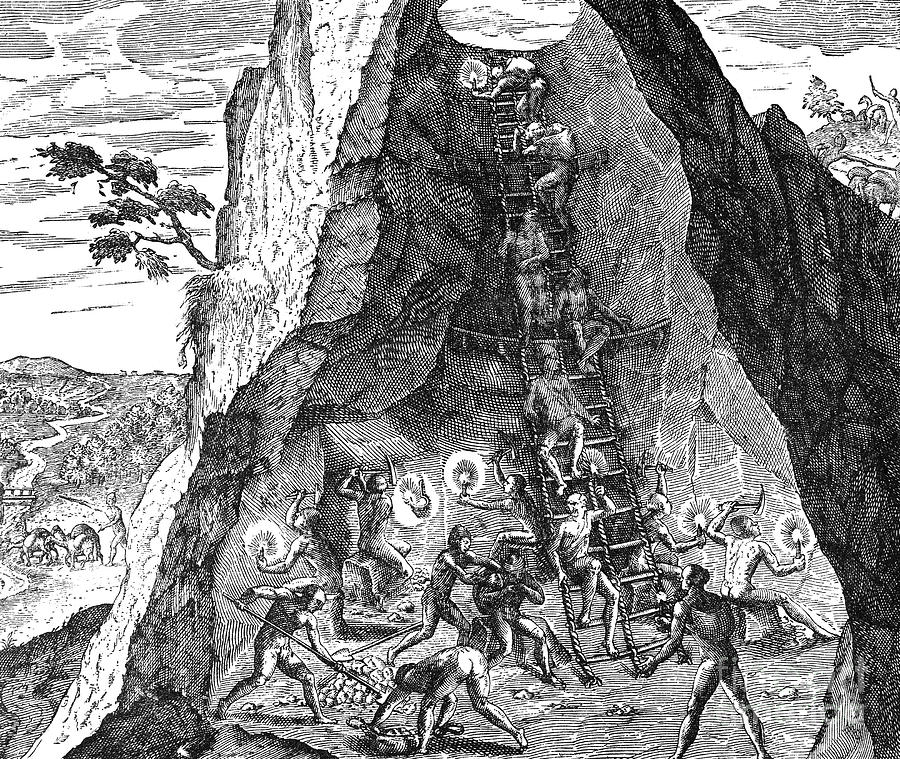
Grabado realizado por Theodor de Bry, en el, mostrando a los indios "mitayos" trabajando dentro del "Cerro Rico" de Potosí

La Mita de Potosí fue una de las formas de la mita minera, implantada durante el Virreinato.
La ciudad de Potosí situada en la región del Alto Perú, actual Bolivia,  experimentó, durante los siglos XV, XVI y XVII un crecimiento demográfico, al punto que en 1645, a sólo cien años de su fundación, se había convertido en una urbe de más de 160.000 habitantes. Era la ciudad más poblada del continente americano y una de las más grandes del mundo.

## Laboreo
Servían regularmente trabajando en el laboreo de las minas durante cuatro meses al año.
Los indígenas trabajaban en jornadas de hasta 16 h, en algunos casos sin utilizar pala ni pico, removiendo la tierra con las manos, y debiendo trasladarse por kilómetros desde las minas hasta los establecimientos de fundición. Los accidentes eran frecuentes y la mortandad altísima. Se estima que el 80 % de la población masculina indígena perdió la vida en las explotaciones de plata de Potosí.Tomando en cuenta que en 1572 había una población de 1.077.697 indígenas; entonces se estima que murieron aproximadamente 431.079 personas en las minas de Potosí.
El cronista Felipe Guaman Poma de Ayala, respecto al trabajo en la mina de Potosí dice lo siguiente:

En las dichas minas de Guancabilca de azogue es adonde tiene tanto castigo los yndios pobres y rreciuen tormentos y mucho muerte de yndios. Adonde se acaua y pasa tormentos los caciques prencipales deste rreyno, acimismo en todas las demás minas de Potocí de plata y de Chocllo Cocha de plata y de Carauaya de oro y minas de otras partes destos rreynos.
Felipe Guaman Poma de Ayala